# INF Clairefontaine

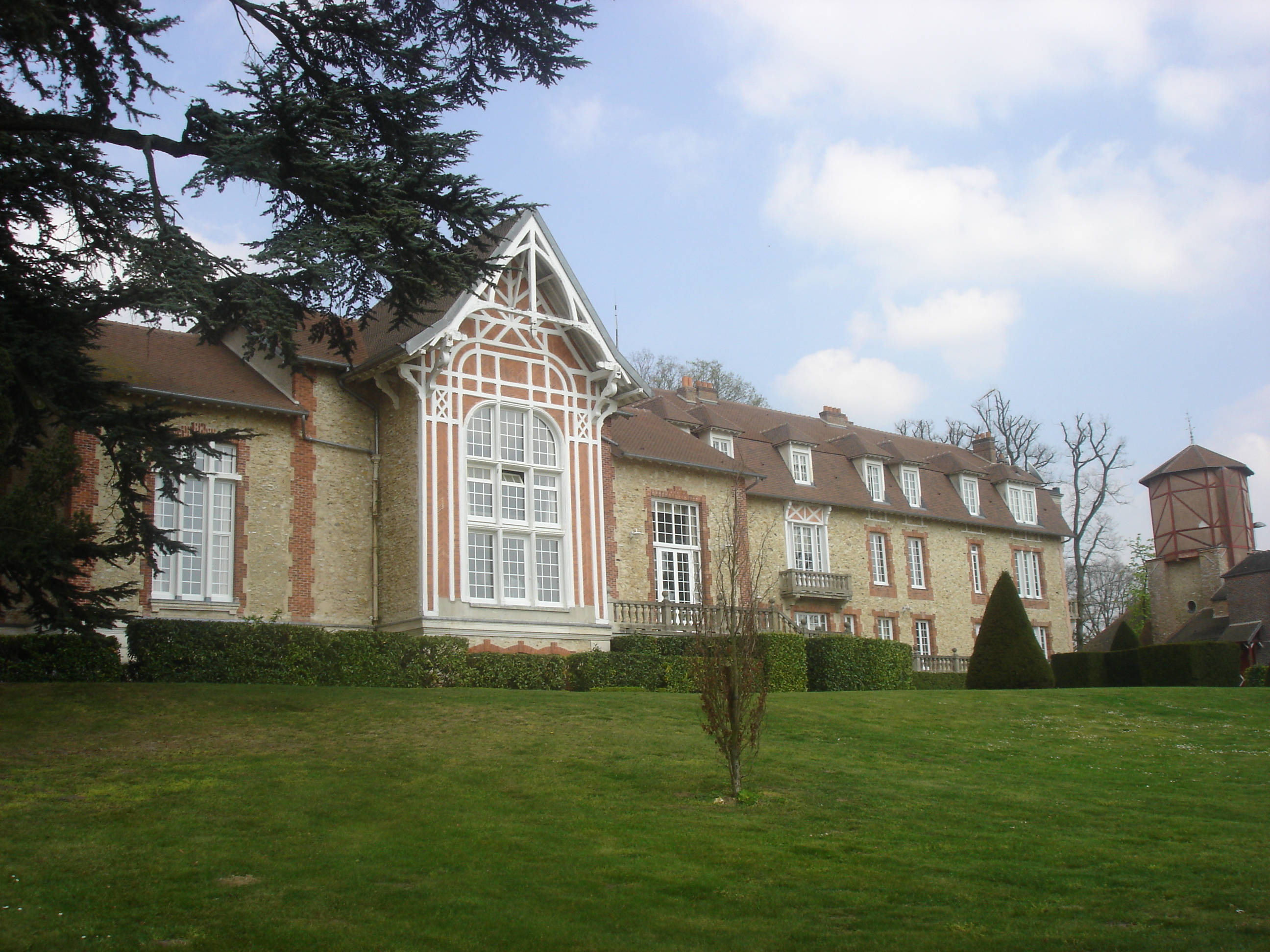
Blick auf das Leistungszentrum

Das Institut National du Football (INF) de Clairefontaine ist das Leistungszentrum des Französischen Fußballverbandes (FFF). Nach dem Ort Clairefontaine-en-Yvelines etwa 50 km südwestlich von Paris, auf dessen Gemarkung sich die Anlage befindet, wird es oft kurz als Clairefontaine bezeichnet.

## Geschichte
Clairefontaine wurde am 4. Januar 1988 eröffnet und am 11. Juni 1988 durch den damaligen Staatspräsidenten François Mitterrand eingeweiht. Vorangegangen war seit 1972 die Initiative des FFF-Präsidenten Fernand Sastre, ein nationales Leistungszentrum zu errichten. 1982 erfolgte die Standortfestlegung, 1984 legte Fernand Sastre den symbolischen Grundstein. Die Bauarbeiten, die von 1985 bis 1987 dauerten, umfassten umfangreiche Rodungsarbeiten, die Renovierung eines Schlosses als zukünftiges Wohngebäude für die Französische Fußballnationalmannschaft und den Neubau des Ausbildungszentrums Institut national de formation (INF) sowie von Wohn- und Wirtschaftsgebäuden. Bis ins frühe 21. Jahrhundert hinein nahmen Mannschaften der dort ausgebildeten Spieler und Spielerinnen unter dem Namen INF Clairefontaine an regulären Wettbewerben teil; so gewann das A-Jugend-Team 1988 die Coupe Gambardella, und die Frauen spielten als CNFE Clairefontaine über mehrere Jahre in der ersten französischen Liga.
Während der Fußball-Weltmeisterschaft 1998 in Frankreich wohnte die Französische Nationalmannschaft in Clairefontaine. Fünf Tage nach dem WM-Sieg, am 17. Juli 1998, wurde das Leistungszentrum nach dem während der WM am 13. Juni 1998 verstorbenen Fernand Sastre benannt. Am 22. Februar 2002 wurde auf dem Gelände von Clairefontaine eine Büste des Namensgebers eingeweiht.
Clairefontaine ist zentrales Trainingslager für die französischen Fußballnationalmannschaften und regionales Trainingszentrum der Region Île-de-France für 13–15-jährige Jugendliche. Zu den prominentesten ehemaligen Schülern zählen Thierry Henry, William Gallas, Nicolas Anelka und Kylian Mbappé. Seit 1998 gehört zum CTNFS auch ein Ausbildungs- und Leistungszentrum für den Frauenfußball. In Clairefontaine gibt es rund 60 Vollzeitarbeitsplätze. Das Gelände ist 56 Hektar groß, 6,6 Hektar davon sind Fußballplätze, und zwar sieben Naturrasen- und zwei Kunstrasenplätze. Clairefontaine ist Vorbild für andere europäische Verbände wie beispielsweise den DFB, die ebenfalls über die Errichtung eines nationalen Ausbildungs- und Leistungszentrums nachdenken.
Für die dreijährige Ausbildung junger Fußballerinnen zwischen 15 und 18 Jahren wurde Mitte 2014 das INSEP (Institut national du sport, de l’expertise et de la performance), das bis dahin den sportpraktischen Teil in Clairefontaine und den schulischen in Rambouillet bestritt, zusammengefasst und nach Vincennes ausgelagert.